# Prințul Persiei: Nisipurile timpului
Prințul Persiei: Nisipurile timpului (engleză Prince of Persia: The Sands of Time) este un film fantastic și de aventuri din 2010, cu un scenariu scris de Jordan Mechner, Boaz Yakin, Doug Miro și Carlo Bernard; regizat de Mike Newell și produs de Jerry Bruckheimer. Filmul se bazează pe jocul video din 2003 cu același nume realizat de Ubisoft Montreal.
În film interpretează actorii Jake Gyllenhaal în rolul Prințului Dastan, Gemma Arterton este Prințesa Tamina, Ben Kingsley este Nizam și Alfred Molina este șeicul Amar. În ciuda faptului că filmul se bazează în principal pe jocul The Sands of Time, elemente din Prince of Persia: Warrior Within (2004) și Prince of Persia: The Two Thrones(2005) sunt de asemenea incluse. 